# Papir de la vaga

L'anomenat "Papir de la vaga" escrit per Amunnakht, entre 1187 i 1157 aC, Imperi Nou d'Egipte. Museu Egipci, Torí.

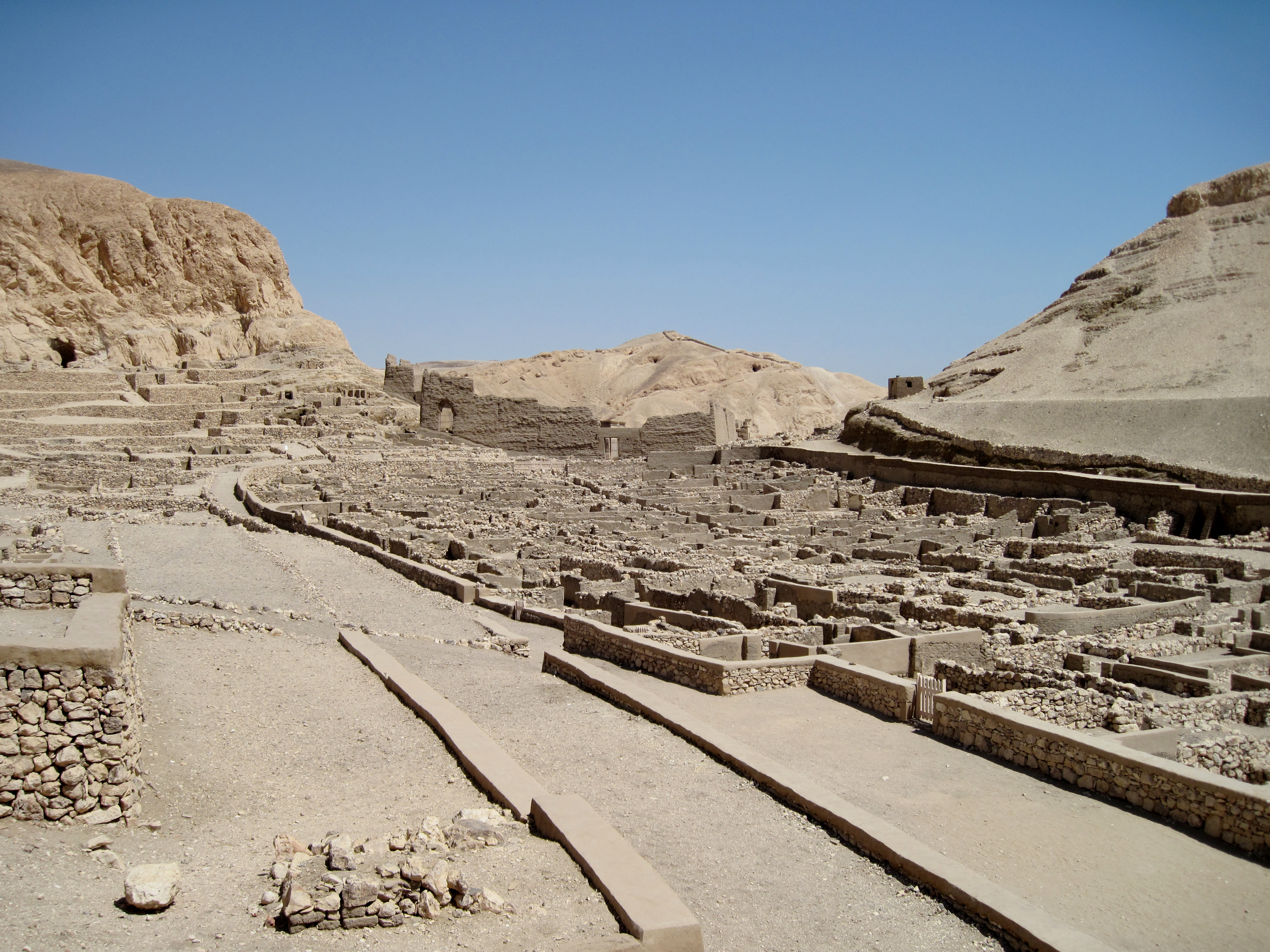
Set Maat (Deir el-Medina)

El papir de la vaga (papir 1880) forma part de la col·lecció de papirs ramèssides conservats al Museu Egipci de Torí. Escrit a l'època del faraó Ramsès III (dinastia XX), a la darreria de l'Imperi nou, descriu diverses mostres de corrupció i la revolta dels treballadors de Deir el-Medina, que van deixar les obres de la tomba del faraó (probablement a la KV11) a la vall dels Reis i van realitzar diverses segudes a la zona dels temples de la necròpolis tebana. És la primera vaga de la qual es té constància escrita.
Escrit sobre papir, el text inclou també algun dibuix. Es va trobar a Deir el-Medina. El papir està malmès i l'escriptura, hieràtica, és difícil de llegir. Per aquest motiu, hi ha parts del text que no s'entenen del tot. Una sèrie de textos complementen la descripció de la situació dels treballadors de Deir el-Medina i descriuen més conflictes i protestes, entre aquests una carta de l'escriba Neferhotep, escrita cap a l'any 25 del regnat de Ramsès III (uns quatre anys abans de la redacció del papir), descriu com els han robat bona part del gra i afirma que es moren de gana.

## Els fets
| « | Any 29, segon mes de l'estació de les inundacions, dia 10. Avui, l'equip (de treballadors) ha passat els punts de control (dels medjai) dient: «Tenim fam!» Ja han passat 18 dies d'aquest mes, i (els homes) han anat a seure a la part del darrere del temple de Menkheperre (Tuthmosis III) ... | » |

El papir està redactat per l'escriba Amennakhte, probablement un dels treballadors participants, a Deir el-Medina l'hivern de l'any 29 del regnat de Ramsès III, cap al 1170 aC segons unes fonts i cap al 1166 aC segons d'altres. El papir relata les queixes continuades dels treballadors perquè no reben les racions de menjar que tenen assignades com a pagament. Aleshores la paga era en natura: blat, ordi per elaborar cervesa, peix, verdura, oli i greix. Els treballadors també denuncien la corrupció per culpa de la qual s'han quedat sense les seves racions. Es queixen als funcionaris que treballen al temple d'Horemheb i fan una primera seguda darrera del temple de Tuthmosis III; com que no els fan cas, continuen les segudes al temple durant tot el dia. Els dies següents, un gran grup entra al Ramesseum; l'escriba Pentaweret i el cap de policia Mentmose els ajuden, l'un els dona 55 pans i l'altre parla amb l'alcalde en nom seu; els ajuda a continuar les segudes i els aconsegueix cervesa. També reben el sou del mes anterior. La situació no acaba de millorar durant els mesos següents i les queixes i les denúncies dels treballadors, i les segudes als temples, continuen. L'alcalde, durant una seguda al temple de Merenptah, els dona 50 sacs de farro, com a avançament mentre no arriben les provisions del faraó.
Entre les denúncies dels treballadors, s'inclou el robatori de pedres obtingudes de la tomba dels fills de Ramsès II (tomba KV5) per a construir tombes particulars.

## Conseqüències
Les tàctiques de protesta que descriu el papir es van repetir periòdicament durant la resta del regnat de Ramsès III i del d'altres faraons de la dinastia. Els funcionaris no sabien com tractar la situació i acabaven accedint a les peticions dels treballadors. Existeixen altres documents que amplien la informació dels fets i de les protestes i accions posteriors. Molts d'aquests documents provenen d'escrits i anotacions sobre pedres, els anomenats ostraka.